# Kodu Game Lab
Kodu Game Lab je vizuální programovací jazyk od Microsoft Research Lab, pobočky firmy Microsoft, vytvořený speciálně pro tvorbu her. Je určený pro konzoli Xbox 360 a systémy Windows XP, Windows 10. Kodu je primarně navržen tak, aby byl ovládáním přístupný pro děti, a umožňuje tak vytvářet hry i bez znalosti programování.

## Popis programu
Software je určen pro Xbox 360 a Windows. V Americe ale i v ČR se pořádají soutěže v programování v Kodu určené pro žáky a studenty od 9 do 17 let s názvem Microsoft Kodu Cup. V USA se pro tento druh výuky vžil termín "Edutainment" který lze přirovnat ke Komenského škole hrou. Byl přeložen do několika jazyků mezi které patří i čeština. Pro Čechy by měla být brzy dokončena brožura s podrobným návodem jak s Kodu pracovat v podobě Screenshot – Guide.

## Popis tvorby her
Vše se odehrává na vzdálené planetě, kde si s pomocí několika nástrojů vytvoříte terén. Ten lze vytvořit ze 120 různě barevných materiálů. Terén lze nejen rozšiřovat, ale také i vytvářet nerovnosti, pahorky nebo neprostupné zdi. Děj hry se může odehrávat jak na souši, tak i v podvodním světě.
Herní engine je prakticky neomezený. Můžete tedy vyzkoušet téměř libovolný herní žánr a scénář. Můžete napsat akční střílečku, simulátor, zcela nenásilnou hru ve stylu arkády nebo zkrátka to, o co má uživatel zájem. Do hry dále můžete vložit hlavního robota Kodu nebo několik dalších robotů. Poté naprogramujete činnost robotů podle vaší představy a vámi zvoleného herního žánru.
Kodu je systém vytvořený společností Microsoft Research bez použití tradičního programovacího jazyka. Kodu byl navržen tak, aby to byl jemný úvod do programování, který by se líbil dětem i dospělým. Veškerá programovací logika je velmi jednoduchá, je totiž založena na jednoduchých podmínkách WHEN–DO (tedy to samé co IF–THEN z většiny klasických programovacích jazyků). Tyto podmínky si vybíráte z několika nabídnutých možností v obrázcích s popiskem činností a možnosti využití. Škála těchto podmínek je dostatečná pro vytvoření hezké a zábavné hry. Celé programování se provádí vizuálně, takže vidíte přesně to co vzniká. Můžete si kdykoliv hru vyzkoušet a vidět výsledek.

## Co můžete dělat?
V Kodu Game Lab můžete sbírat různé předměty, jako jsou hvězdičky, mince, jablka, atd., které lze pak například použít k bodové odměně, doplnění ztracené energie, zvýšení či naopak snížení rychlosti pohybu robůtků atd. Bodové ohodnocení každého hráče je možno barevně rozlišit, dále pak během hry samozřejmě dochází ke snížení či zvýšení hráčova skóre což vede k vítězství nebo prohře.
Můžete vybudovat opravdu rozsáhlý svět. Ovšem s ohledem na váš hardware. Naštěstí má Kodu vestavěný indikátor, abyste věděli, kdy jste za kapacitou herního enginu. Indikátor na pravé straně obrazovky jasně uvádí, zda vaše hra není příliš velká pro vaše PC. Pokud ano, je to jednoduchá záležitost, snižováním velikosti herního prostoru nebo odstraněním vedlejších postav se vše urovná.
Kodu Game Lab má celou řadu různých nastavení. Mezi základní možnosti patří uložení vašich her do souboru, který je možné dále sdílet. Microsoft pro tuto možnost vytvořil stránku s názvem Planet Kodu. Zde můžete nahrávat i stahovat hry od dalších autorů. Kodu je tak jednoduché, že ho mnoho dětí na celém světě používá k vytváření her pro sebe a pro sdílení s přáteli. Jen proto, že je něco jednoduché a přívětivé neznamená, že to je dětinské. Dospělí, tato hra je "startér" pro všechny lidi, kteří nikdy předtím neprogramovali a vždy si chtěli naprogramovat svou hru. Kodu Game Lab je prakticky pro každého.